# Poecilochroa alcala
Poecilochroa alcala är en spindelart som beskrevs av Alberto Barrion och James A. Litsinger 1995. Poecilochroa alcala ingår i släktet Poecilochroa och familjen plattbuksspindlar.
Artens utbredningsområde är Filippinerna. Inga underarter finns listade i Catalogue of Life.